# Palanca TV
Palanca TV és una emissora privada de televisió angolesa que va començar a emetre el 15 de desembre de 2015. El canal està disponible per als subscriptors d'Angola a través del proveïdor de serveis via satèl·lit de Sud-àfrica DStv.

## Programació setmanal
| #     | Dilluns                 | Dimarts            | Dimecres           | Dijous                  | Divendres               | Dissabte                | Diumenge           |
| ----- | ----------------------- | ------------------ | ------------------ | ----------------------- | ----------------------- | ----------------------- | ------------------ |
| 00:00 | Comentários do Dia      | Comentários do Dia | Comentários do Dia | Comentários do Dia      | Ensaios                 | Febre de Sábado À Noite | Ensaios            |
| 00:30 | Sal e Pimenta           | Sal e Pimenta      | Sal e Pimenta      | Sal e Pimenta           | Ensaios                 | Febre de Sábado À Noite | Ensaios            |
| 01:00 | Pergunte Tudo           | Pergunte Tudo      | Pergunte Tudo      | Pergunte Tudo           | Clube de Combate        | Febre de Sábado À Noite | Viral TV           |
| 02:00 | Toka a Dançar           | Toka a Dançar      | Toka a Dançar      | Toka a Dançar           | À Patrão                | Febre de Sábado À Noite | Toka a Dançar      |
| 03:00 | Palanca Sport           | Ensaios            | Clube de Combate   | Febre de Sábado à Noite | Play                    | Toka a Dançar           | Pergunte Tudo      |
| 04:00 | Palanca Sport           | Sala de Estar      | Vamos ao Teatro    | Febre de Sábado à Noite | Hot Gigs                | A Vida dos Famosos      | Play               |
| 04:30 | Redes Sociais           | Sala de Estar      | Vamos ao Teatro    | Febre de Sábado à Noite | Sport Rockz             | A Vida dos Famosos      | Play               |
| 05:00 | Quatro Amigas           | Sala de Estar      | Mudança Total      | Febre de Sábado à Noite | Toka a Dançar           | Toka a Dançar           | Vizinho do Lado    |
| 05:30 | Quatro Amigas           | Sala de Estar      | Mudança Total      | Febre de Sábado à Noite | Clube da Cultura        |                         |                    |
| 06:00 | Sal e Pimenta           | Sal e Pimenta      | Sal e Pimenta      | Sal e Pimenta           | Consultas               | Quatro Amigas           | Sal e Pimenta      |
| 06:30 | Angola ao Vivo          | Angola ao Vivo     | Angola ao Vivo     | Angola ao Vivo          | Consultas               | Quatro Amigas           | Angola ao Vivo     |
| 07:00 | Sub-18                  | A Revista da Sem   |                    |                         |                         |                         | Angola ao Vivo     |
| 07:30 | Vizinho do Lado         | Vizinho do Lado    |                    |                         |                         |                         | Angola ao Vivo     |
| 08:00 | Jornal das 7            | Jornal das 7       | Jornal das 7       | Jornal das 7            | Sal e Pimenta           | Sal e Pimenta           | A Revista da Sem   |
| 08:30 | Comentários do Dia      | Comentários do Dia | Comentários do Dia | Comentários do Dia      | Clube da Cultura        |                         |                    |
| 09:00 | Toka a Dançar           | Toka a Dançar      | Toka a Dançar      | Toka a Dançar           | Portas Abertas          | Mudança Total           | Toka a Dançar      |
| 10:00 | Sal e Pimenta           | Sal e Pimenta      | Sal e Pimenta      | Sal e Pimenta           | Angolanos de Excelência | Viral TV                | Sal e Pimenta      |
| 10:30 | Vizinho do Lado         | Vizinho do Lado    | Vizinho do Lado    | Vizinho do Lado         | Angolanos de Excelência | Sub-18                  | Vizinho ao Lado    |
| 11:00 | Estórias                | Estamos Juntos     | Mudança Total      | Quatro Amigas           | Quatro Amigas           | Redes Sociais           | Portas Abertas     |
| 11:30 | Kizua kia Malanje       | Estamos Juntos     | Mudança Total      | Clube da Cultura        |                         |                         | Portas Abertas     |
| 12:00 | Consultas               | Consultas          | Consultas          | Consultas               | Vizinho do Lado         | Viral TV                | Consultas          |
| 12:30 | Viral TV                | Viral TV           | Viral TV           | Viral TV                | A Revista da Sem        | Novidades               | Viral TV           |
| 13:00 | Palanca Sport           | A Vida dos Famosos | Vamos ao Teatro    | Sala de Estar           | Grande Entrevista       | Estamos Juntos          | Redes Sociais      |
| 13:30 | Novidades               | A Vida dos Famosos | Vamos ao Teatro    | Sala de Estar           | Grande Entrevista       | Estamos Juntos          | Sub-18             |
| 14:00 | Novidades               | Ensaios            | À Patrão           | Sala de Estar           | Mudança Total           | Play                    | Hot Gigs           |
| 14:30 |                         | Ensaios            | À Patrão           | Sala de Estar           | Mudança Total           | Play                    | Sport Rockz        |
| 15:00 | Pergunte Tudo           | Pergunte Tudo      | Pergunte Tudo      | Pergunte Tudo           | Ensaios                 | A Vida dos Famosos      | Pergunte Tudo      |
| 16:00 | Toka a Dançar           | Toka a Dançar      | Toka a Dançar      | Toka a Dançar           | Redes Sociais           | Táxis                   | Toka a Dançar      |
| 16:30 | Novidades               | Viral TV           |                    |                         |                         |                         | Toka a Dançar      |
| 17:00 | Viral TV                | Viral TV           | Viral TV           | Viral TV                | Hot Gigs                | Portas Abertas          | Viral TV           |
| 17:30 | Angola ao Vivo          | Angola ao Vivo     | Angola ao Vivo     | Angola ao Vivo          | Sub-18                  | Portas Abertas          | Angola ao Vivo     |
| 18:00 | Clube da Cultura        | À Patrão           |                    |                         |                         |                         | Angola ao Vivo     |
| 18:30 | Sport Rockz             | À Patrão           |                    |                         |                         |                         | Angola ao Vivo     |
| 19:00 | Jornal das 7            | Jornal das 7       | Jornal das 7       | Jornal das 7            | Play                    | Estórias                | Jornal das 7       |
| 19:30 | Comentários do Dia      | Comentários do Dia | Comentários do Dia | Comentários do Dia      | Play                    | Kizua kia Malanje       | Comentários do Dia |
| 20:00 | Consultas               | Consultas          | Consultas          | Consultas               | A Revista da Semana     | Angolanos de Excelência | Consultas          |
| 20:30 | Vizinho do Lado         | Vizinho do Lado    | Vizinho do Lado    | Vizinho do Lado         | Táxis                   | Angolanos de Excelência | Vizinho do Lado    |
| 21:00 | Mudança Total           | Grande Entrevista  | Estórias           | A Vida dos Famosos      | À Patrão                | Hot Gigs                | Palanca Sport      |
| 21:30 | Mudança Total           | Grande Entrevista  | Kizua Kia Malanje  | A Vida dos Famosos      | À Patrão                | Sport Rockz             | Palanca Sport      |
| 22:00 | Angolanos de Excelência | Grande Entrevista  | Redes Sociais      | Estamos Juntos          | Sala de Estar           | Vamos ao Teatro         | Palanca Sport      |
| 22:30 | Angolanos de Excelência | Portas Abertas     | Táxis              | Estamos Juntos          | Sala de Estar           | Vamos ao Teatro         | Novidades          |
| 23:00 | Viral TV                | Viral TV           | Viral TV           | Viral TV                | Sala de Estar           | Clube de Combate        | Viral TV           |
| 23:30 | Jornal de Fecho         | Jornal de Fecho    | Jornal de Fecho    | Jornal de Fecho         | Sala de Estar           | Clube de Combate        | Jornal de Fecho    |